# Lucina Hagman

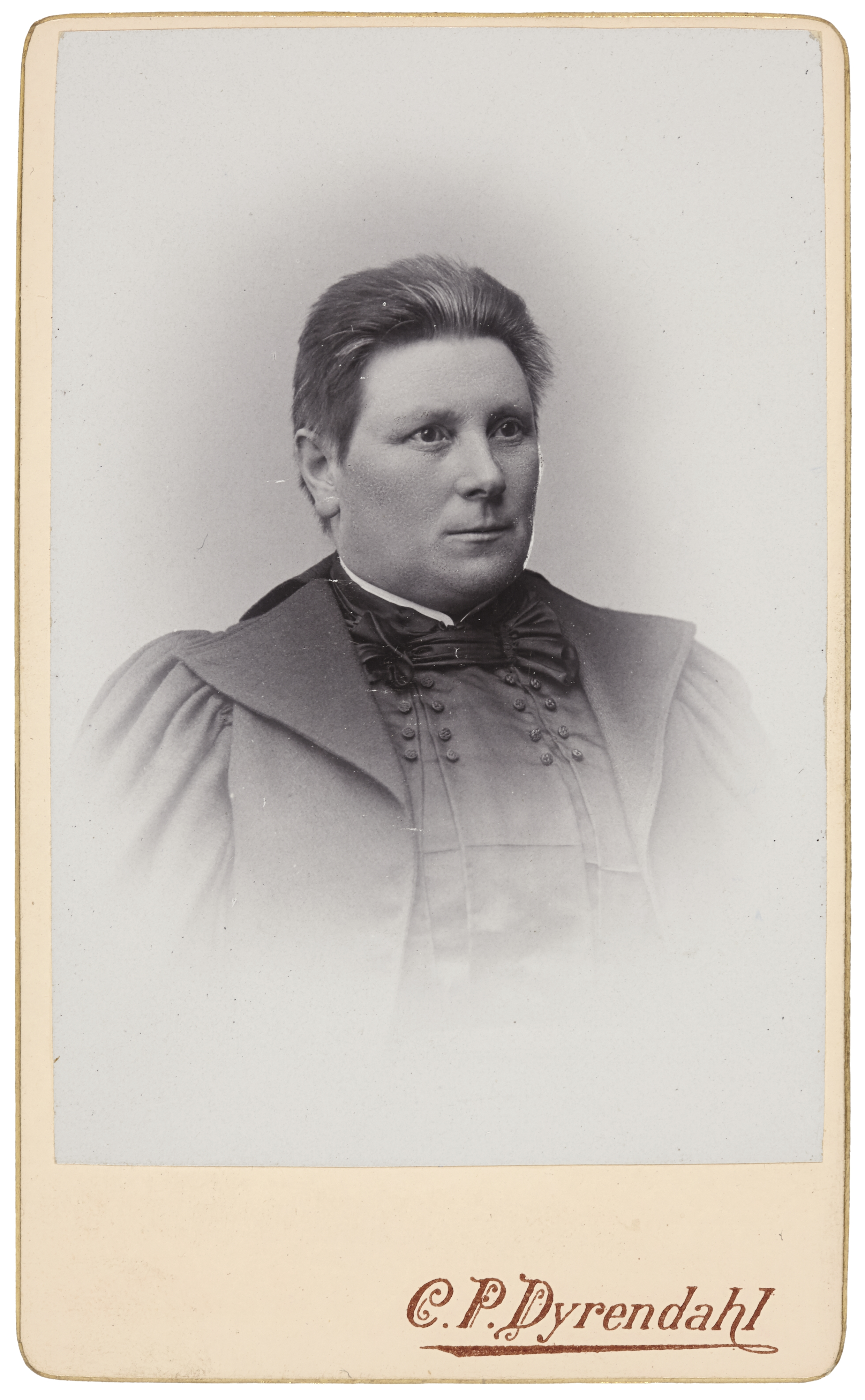
Lucinda Hagman

Lucina Hagman (* 5. Juni 1853 in Kälviä; † 6. September 1946 in Helsinki) war eine frühe finnische Feministin und gehörte aufgrund ihrer Wahl bei der finnischen Parlamentswahlen von 1907 zu den ersten weiblichen Abgeordneten der Welt.

## Leben
Hagman war die Tochter von Polizeimeister Nils Johan Erik Hagman und Margareta Sofia Nordman, einer Polizeichefin im ländlichen Kälviä. Hagman war die Schwester der Erzieherin Sofia Hagman und des Schriftstellers Tycho Hagman.

### Beruflicher Werdegang
Sie studierte im Ausland und wurde Lehrerin, später Rektorin. Jean Sibelius war ein berühmter Schüler ihrer Schule. Sie schrieb auch eine Biographie über Fredrika Bremer.

### Politischer Werdegang
1892 gründete sie die Union of Women's Societies, in der auch Männer Mitglieder werden konnten. Diese Gruppe war radikaler als der von Alexandra Gripenberg ins Leben gerufene Suomen Naisyhdistys (Finnische Frauenverein). Sie teilte die Einstellung der Jungfinnischen Partei, die die völlige Unabhängigkeit Finnlands von Russland anstrebte.  Ihre Begeisterung wurde gedämpft, als in den späten 1890er Jahren Russland versuchte, sein Imperium zu vereinheitlichen: Es zwang Finnland sein Verwaltungs- und Bildungssystem und seine Währung auf. Männer und Frauen leisteten in geheimen Treffen und mit illegalen Zeitungen und Flugblättern Widerstand, sammelten Unterschriften für eine Petition und versteckten Männer, die sich den Rekrutierungsversuchen der russischen Armee zu entziehen versuchten.  Erst 1904 ließ sich Erfolg erkennen.
Von 1907 bis 1917 war Hagman im Parlament für Frauen aktiv. Hagman gründete auch die Martha-Organisation, war die erste Vorsitzende von Unioni und setzte sich für die Friedensbewegung ein.